# Krzysztof Borowiec (karateka)
Krzysztof Borowiec (ur. w 1955 w Kielcach) – polski karateka stylu kyokushin posiadający 6 Dan. Wieloletni działacz sportowy, trener Polskiej Kadry Narodowej Karate Kyokushin. Obecnie prowadzi kilkadziesiąt klubów shinkyokushin (WKO) kierowaną przez shihan Kenji Midori 7 Dan osobistego ucznia sosai Masutatsu Ōyamy.
Shihan Krzysztof Borowiec gościł w swoim klubie karate belgijskiego aktora, scenarzystę, producenta i reżysera kina akcji Jeana Claude’a Van Damme’a.

## Osiągnięcia
Wielokrotny organizator w Kielcach Mistrzostw Karate Kyokushin rangi krajowej i międzynarodowej m.in.:
- Puchar Polski
- Mistrzostwa Polski
- Mistrzostwa Polski Wszechwag
- Mistrzostwa Europy